# Grafo convesso
Il grafo convesso è definito come segue.
Tenendo presente la definizione di grafo bipartito:

## Proprietà di Adiacenza
Sia {\displaystyle \,G=\langle X,Y,E\rangle } un grafo bipartito. Un ordinamento di X ha la “proprietà di adiacenza”, se per ogni {\displaystyle \,y\in Y}, i vicini di y in X sono consecutivi nell'ordinamento di X.

## Grafo Convesso
Un grafo bipartito {\displaystyle \,G=\langle X,Y,E\rangle } è “convesso ”, se c'è un ordinamento di X o di Y che rispetta la proprietà di adiacenza.